# Američke podmornice klase L
Klasa L bila je klasa američkih dizel-električnih podmornica. 

## Razvoj
Tijekom fiskalne 1914. godine, Kongres SAD-a odobrio je financiranje i izgradnju serije od sedam novih podmornica, koje su po svojim vanjskim dimenzijama i deplasmanu bile najveća dotad izgrađena klasa američkih podmornica. US Navy Department ponudio je ugovor o konstrukciji nove klase podmornica dvama najznačajnijim konstrukcijskim biroima, Hollandovoj Electric Boat kompaniji i Lakeovom Lake Torpedo Boat birou. Na osnovi postavljenih tehničkih zahtjeva, obje su kompanije projektirale svoje prototipove oceanskih podmornica. Američka mornarička administracija bila je vrlo zadovoljna ponuđenim projektima i otkupila je obadva. Otkupljeni projekti dobili su službenu oznaku klase L.
Prva narudžba od sedam podmornica podijeljena je tako da je Hollandova kompanija dobila posao na izgradnji četiri podmornice, a Lakeova kompanija na izgradnji triju. Nešto poslije narudžba je proširena na još četiri podmornice. Posao na njihovoj gradnji podijeljen je u omjeru 3:1 u korist Hollandove kompanije. Gradnja svih 11 podmornica klase L započeta je tijekom 1914. i 1915. godine i sve su bile završene i isporučene američkoj ratnoj mornarici još za vrijeme trajanja Prvog svjetskog rata.

## Opis
Podmornice klase L prva su klasa američkih podmornica na koje je osim torpednog serijski bilo ugrađivano i topničko naoružanje. Prema zahtjevu i specifikaciji US Navy Departmenta, na njih se ugrađivao mali montažni top kalibra 76/23 mm.
Čak i na toj klasi podmornica, koja se počela projektirati u samo predvečerje Prvog svjetskog rata i čijoj se konstrukciji i odabiru ugrađenih motora, crpku i agregata posvećivala velika pozornost, događalo se dosta problema sa sustavom propulzije - naročito na podmornicama građenim po Hollandovim projektima. Uzrok tome bio je u kompleksnosti pogona novih motora tipa New London Ship & Engine Company, koje je za ugradnju izabrala američka mornarica. Tek ponešto bolje rezultate u pogledu propulzijskog postrojenja pokazale su Lakeove podmornice koje su se koristile dizel-motorima što ih je proizvodila tvrtka Busch Sultzer Brothers Engine Company.
Osim po vrsti glavnih dizelskih porivnih strojeva, Hollandov i Lakeov tip podmornice klase L razlikovao se u još nekoliko bitnih detalja. Nabrojit ćemo samo one najvažnije, a to su razlike u vanjskim gabaritima i deplasmanima, odabir različitih tipova elektromotora za podvodnu plovidbu, odsutnost topničkog naoružanja na Lakeovu tipu podmornice i gotovo dvostruko dulji doplov Hollandove inačice u podvodnoj plovidbi.

## Operativna uporaba
Tijekom Prvog svjetskog rata, od 1917. do 1918. godine, čak sedam podmornica klase L bilo je prebačeno iz američkih pomorskih baza na atlantskoj obali SAD-a u pomorsku bazu u zaljevu Bantry Bay na samom jugu Irske. Ondje su operativno djelovale u okviru Petog podmorničarskog divizijuna mornarice SAD-a. Zanimljivo je napomenuti da su preko Atlantika bile prebačene isključivo podmornice Hollandova tipa, dok su četiri podmornice koje je konstruirao Lake (L-5, L-6, L-7 i L-8) i koje nisu imale ugrađeni palubni top ostale na ophodni zadaćama u američkom akvatoriju teritorijalnih voda.
Zadaća američkih podmornica klase L prebačenih u Europu bila je ophodna u dodijeljenoj im zoni djelovanja jugoistočno od britanskog otočja te otkrivanje i uništavanje njemačkih podmornica u tom akvatoriju. Da ne bi dolazilo do zabune i konfuzije s tadašnjim britanskim podmornicama klase L, američke su podmornice privremeno promijenile kodne oznake u AL zadržavajući svoj broj (AL-1, AL-2, AL-3, AL-4, AL-9, AL-10 i AL-11). Od sedam podmornica klase L angažiranih na toj zadaći, samo su dvije podmornice, i to SS 40 L-1 i SS 43 L-4, ostvarile borbene kontakte s njemačkim podmornicama. Podmornica L-1 izvela je jedan borbeni napad u kojem je ispalila četiri torpeda, ali nije uspjela pogoditi cilj. Podmornica L-4 je u dvije borbene akcije ispalila ukupno pet torpeda, ali kao ni L-1 nije zabilježila pogotka. Ostale podmornice nisu imale borbenih kontakata s neprijateljem.
Po završetku rata sve su podmornice vraćene natrag u SAD, gdje su do kraja služile kao oceanske ophodne podmornice i jedinice za obuku podmorničara. Nekolicina ih je remotorizirana ugradnjom Busch-Sultzer dizelskih motora (podmornice L-9 i L-11).
Svih jedanaest podmornica iz klase L otpisano je iz flotne liste u razdoblju od 1922. do 1923., a svoje posljednje plovidbe prema rezalištima obavile su u razdoblju od 1925. do 1933. godine.